# Riu Gaià-Albereda de Santes Creus
Riu Gaià-Albereda de Santes Creus és un espai d'interès natural constituït amb la creació del PEIN repartit entre catorze termes municipals a les comarques de l'Alt Camp i el Tarragonès. La superfície de l'espai abasta una àrea de 2999,23 ha qualificades enterament com a lloc d'importància comunitària en la categoria d'espais de muntanya litoral. Inclou el curs del riu Gaià des de Santes Creus fins a la seva desembocadura i un bon tros de terreny que és envoltat per les localitats de Montferri, Vilabella, Salomó, Renau, Vespella, la Secuita i el Catllar.
Aquest espai avarca el riu Gaià des del seu pas per Vila-rodona i l'Albereda de Santes Creus, fins a la seva desembocadura. Conté una mostra representativa de la vegetació de ribera del migjorn de Catalunya. Els boscos de ribera de Santes Creus tenen valors científics, i són elements paisatgísticament valuosos i d'indiscutible valor estètic i social. Els boscos de ribera de Santes Creus són representats per una veritable albereda (Vinco-Populetum albae), en contacte, però, amb fragments d'omeda (Lithospermo-Ulmetum minoris) a la part de l'interior, de vegades indestriables i amb una salzeda de sarga (Saponario-Salicetum purpureae) a la llera del riu sotmesa a l'embat de l'aigua. La fauna vertebrada que pobla aquest espai és interessant, destacant algunes espècies ícties com el barb cua-roig (Barbus haasi), la bagra (Leuciscus cephalus), l'anguila (Anguilla anguilla), o la serp de collaret (Natrix natrix). També s’hi troben ocells lligats a aquests ambients, com l'oriol (Oriolus oriolus) i altres.
L'espai inclou set categories d'hàbitats d'interès comunitari abastant poc més de 480 ha (16,07%) del conjunt de l'EIN. Pel que fa a les espècies d'interès comunitari està confirmada la presència de Mauremys leprosa i Rhinolophus ferrumequinum i potencialment també podria albergar poblacions de Cerambyx cerdo, Miniopterus schreibersii, Myotis myotis. A l'espai i consta la població de Nerium oleander més septentrional de la península.
Dins d'aquest espai destaca l'albereda de Santes Creus un retall de vegetació de ribera. Un estudi quantitatiu de la flora de l'espai, de l'any 96, en destaca la presència de salzes, àlbers i pollancres en l'arquetípica distribució de la vegetació de ribera. D'altra banda degut a la freqüentació l'estrat arbustiu i els arbres petits estan minvats i l'herbaci està dominat pel fenàs de bosc, l'heura i la sarriassa.
| Codi   | Municipi         | Superfície |
| ------ | ---------------- | ---------- |
| 430017 | Aiguamúrcia      | 23,55 ha   |
| 430120 | Altafulla        | 0,36 ha    |
| 430347 | Bràfim           | 0,36 ha    |
| 430430 | el Catllar       | 164,11 ha  |
| 430897 | Montferri        | 368,53 ha  |
| 431227 | Renau            | 513,62 ha  |
| 431264 | la Riera de Gaià | 25,29 ha   |
| 431359 | Salomó           | 578,86 ha  |
| 431444 | la Secuita       | 16,79 ha   |
| 431482 | Tarragona        | 5,38 ha    |
| 431649 | Vespella de Gaià | 704,17 ha  |
| 431652 | Vilabella        | 558,38 ha  |
| 431704 | Vila-rodona      | 30,82 ha   |